# Norops meridionalis
Norops meridionalis este o specie de șopârle din genul Norops, familia Polychrotidae, descrisă de Boettger 1885. Conform Catalogue of Life specia Norops meridionalis nu are subspecii cunoscute.